# Abhinav Kumar
Abhinav Kumar (Hindi अभिनव कुमार; * 31. August 1973 in Bareilly, Uttar Pradesh) ist ein indischer Polizeibeamter des Indian Police Service (IPS) des Jahrgangs 1996, der für seine umfassende Erfahrung in der Polizeiarbeit und seine Beiträge zur Verwaltung bekannt ist. Er wurde zum 12. Polizeidirektor (Director General of Police, DGP) von Uttarakhand ernannt und ist für seine Ansichten zu einer verbesserten Polizeiarbeit, seine Schreibfähigkeiten und seine Erfahrungen in verschiedenen Polizei- und Verwaltungsrollen anerkannt.

## Frühes Leben und Bildung
Abhinav Kumar wurde am 31. August 1973 in Bareilly, Uttar Pradesh, als Sohn von Arvind Kumar geboren. Er besuchte die renommierte Doon School in Dehradun, ein Jungeninternat, das für seine akademische Exzellenz und die Förderung von Führungsfähigkeiten bekannt ist. Er studierte anschließend Philosophie und Wirtschaftswissenschaften, wobei er einen Bachelor-Abschluss mit Auszeichnung erwarb. Seine akademische Laufbahn führte ihn auch an die University of Oxford, wo er sein Studium der Philosophie und Wirtschaftswissenschaften fortsetzte.

## Karriere

### Journalismus
Vor seinem Eintritt in den Indian Police Service (IPS) begann Kumar seine berufliche Laufbahn als Journalist bei der India-Today-Gruppe. Seine Zeit im Journalismus schärfte seine analytischen und schriftstellerischen Fähigkeiten, die ihm später in seiner Polizeikarriere zugutekamen. Auch heute schreibt er noch regelmäßig Kolumnen in nationalen Tageszeitungen, darunter zu Themen wie Politik, innere Sicherheit Indiens, die Rolle der Polizei und der paramilitärischen Kräfte.

### Polizeidienst

#### Indian Police Service
Kumar trat 1996 in den Indian Police Service (IPS) ein und wurde dem Uttar Pradesh Cadre zugewiesen. Er begann seine IPS-Karriere als Assistant Superintendent of Police (ASP) in Dehradun und hatte im Laufe seiner Karriere verschiedene Posten inne. Er diente als Superintendent of Police in verschiedenen Distrikten von Uttarakhand, wurde 2009 zum Deputy Inspector General (DIG) befördert und 2014 zum Inspector General (IG). Während seiner Dienstzeit war er auch als IG für Garhwal tätig, bevor er im Dezember 2020 zum Additional Director General of Police (ADG) befördert wurde.

#### Zentrale Abordnung
Kumar wurde innerhalb des polizeilichen Staatsdienstes von 2014 bis 2021 zum Dienst in der Border Security Force (BSF) im Tal von Kaschmir abgeordnet. Die BSF ist eine der fünf Zentralen Bewaffneten Polizeikräfte Indiens und ist primär für die Grenzsicherung des Landes zuständig. Er war für die Überwachung der Grenzsicherheit, die Bekämpfung von grenzüberschreitendem Terrorismus, Schmuggel und anderen illegalen Aktivitäten verantwortlich und musste sicherstellen, dass seine Einheiten gut ausgebildet, ausgerüstet und bereit waren, auf jede Bedrohung zu reagieren. Während der historischen Abrogation des Artikels 370 der indischen Verfassung, der eine besondere Autonomie für den Bundesstaat Jammu und Kaschmir gewährte, hatte er als Inspector General (IG) das Kommando über die 14 Bataillone und 4 Sektorenhauptquartiere der BSF in der Region. Dabei spielte Kumar eine Schlüsselrolle im Rahmen des Unified Command, das die Aufhebung des Artikels 370 und die anschließende Teilung des Bundesstaates Jammu und Kaschmir in zwei Unionsterritorien überwachte.

#### Director General of Police
Am 1. Dezember 2023 wurde Kumar zum 12. Director General of Police (DGP) von Uttarakhand ernannt, nachdem er zuvor als Additional Director General of Police (ADG, Geheimdienst und Sicherheit) gedient hatte. Seine Ernennung folgte auf den Ruhestand des vorherigen DGP, Ashok Kumar. Er wurde aus einer Liste von Kandidaten ausgewählt, die der Union Public Service Commission (UPSC) vorgeschlagen wurden.
Trotz seiner erfolgreichen Karriere verlief Kumars Ernennung zum Director General of Police (DGP) nicht ohne Kontroversen. Bedenken wurden hinsichtlich seiner früheren Rolle als Special Principal Secretary des Chief Ministers von Uttarakhand, Pushkar Singh Dhami (Bharatiya Janata Party, BJP), und seiner Handhabung der laufenden Ermittlungen zu einem Mordfall in einem Resort in Rishikesh geäußert. Es gab Befürchtungen, dass seine enge Verbindung zur regierenden Partei die Fairness der bevorstehenden Wahlen beeinträchtigen könnte.

### Verwaltung
Neben seiner Polizeiarbeit hatte Kumar auch wichtige Verwaltungsaufgaben inne. Er diente als Principal Secretary des Chief Ministers von Uttarakhand, Pushkar Singh Dhami, und als Sonderhauptsekretär für Jugendwohlfahrt und Sport. Seine Verwaltungserfahrung umfasst auch eine Zeit als persönlicher Sekretär des damaligen Unionsministers Shashi Tharoor (Kongresspartei, INC).

## Persönliches
Abhinav Kumar ist bekannt für seine Liebe zum Schreiben, Lesen, Wandern und Debattieren. Er ist ein regelmäßiger Kolumnist in nationalen Tageszeitungen (u. a. bei The Indian Express) und hat sich öffentlich zu verschiedenen Themen geäußert, darunter auch in der Episode der Fernsehshow Satyamev Jayate vom 9. März 2014, worin es über schockierende Enthüllungen von IPS-Beamten und unzureichende Arbeitsbedingungen und Ressourcen, mit denen Polizeibeamte konfrontiert sind, ging. Diese Episode zielte darauf ab, das Bewusstsein für die Herausforderungen zu schärfen, mit denen Polizeibeamte in Indien konfrontiert sind, und die Notwendigkeit von Reformen im Polizeidienst zu diskutieren. Kumar ist auch für seine offene und direkte Art bekannt, seine Meinung zu äußern, was im öffentlichen Dienst eher ungewöhnlich ist.
Seine Frau Namrata Singh Kumar ist seit 1997 Mitglied des Indian Foreign Service und bekleidet das Amt der Botschafterin Indiens in Slowenien. Zusammen haben sie einen Sohn und eine Tochter.

## Auszeichnungen
Für seine Dienste wurde Kumar mit der „Police Medal for Meritorious Service“ im Jahr 2012 und der „President’s Police Medal for Distinguished Service“ im Jahr 2022 ausgezeichnet.

## Visionen und Ziele
Als Director General of Police (DGP) von Uttarakhand hat Kumar das Ziel, die Polizei sensibler gegenüber Frauen und Kindern zu machen und sie zu einer ersten, schnellen und effektiven Reaktionseinheit für Bürger, Touristen und Pilger in Uttarakhand zu entwickeln, auch bei Katastrophen und Einsätzen in schwierigem Gelände sowie gegen Cyberkriminalität.